# گیلرمو کابررا اینفانته
 گیلرمو کابررا اینفانته (انگلیسی: Guillermo Cabrera Infante؛ ۲۲ آوریل ۱۹۲۹ – ۲۱ فوریهٔ ۲۰۰۵) یک زبان‌شناس، و فیلم‌نامه‌نویس اهل کوبا بود.

## زندگی‌نامه
کابررا اینفانته در ۷۵ سالگی در لندن، شهری که ۴۰ سال آخر زندگی‌اش را در آنجا سر کرد، درگذشت. او که خالق بیش از ۵۰ عنوان کتاب بود، جایزه سروانتس را در سال ۱۹۹۷ دریافت کرد. از مهمترین کتاب‌های او «سه ببر غمگین» است که در ترجمه انگلیسی با عنوان «سه ببر در دام» منتشر شد. این کتاب را با «اولیس» جیمز جویس مقایسه می‌کنند..

## چاپ اثری پس از مرگش
هشت سال پس از درگذشتش، از سوی انتشارات گالاکسیا گوتنبرگ کتابی تحت عنوان «نقشه ترسیم شده توسط یک جاسوس» نخستین بار راهی بازار کتاب شد. در این کتاب او از تلخ‌ترین تجربه زندگی‌اش سخن گفته و از احساسش در خداحافظی با جزیره زادگاهش و در پیش گرفتن راه تبعید می‌نویسد. این کتاب که منتشر شده، یکی از کتاب‌هایی است که هر چند در زمان حیات نویسنده منتشر نشد، اما با زندگی او پیوندی تنگاتنگ دارد. «نقشه ترسیم شده توسط یک جاسوس» که با حضور میریام گومز بیوه نویسنده در مادرید رونمایی شد، بیان کننده ماجراهای آخرین سفر کابررا از بروکسل به هاوانا در سال ۱۹۶۵ است. او در آن زمان، نماینده فرهنگی سفارت کوبا در بروکسل بود. در آن زمان، او احساسات متفاوتی نسبت به انقلاب کوبا داشت و در همین سفر بود که از مرگ مادرش آگاه‌شد و رنج عمیق او از این مسئله موجب جدایی‌اش از دولت انقلاب می‌شود و تصمیم می‌گیرد زادگاهش را ترک کند و دیگر هرگز به کوبا باز نگردد..